# ばんぺいゆ
株式会社ばんぺいゆは、映像ディレクター藤野義明を中心とする日本のテレビ番組・ウェブ番組の制作プロダクション。関連会社にばんぺいゆマネジメント、ばんぺいゆミュージックがある。

## 概要
バラエティ番組を中心に企画・制作を行う。
元ケイマックス所属のテレビディレクターである藤野義明（=ブリーフ団D）が、若手を中心に放送作家らを集め、2011年に設立。
社名は柑橘類で最大の果実と言われる晩白柚に由来し、「世界最大級の面白いことがしたい」という仲間が集まった会社という意味合いである。
2020年に立ち上げた江頭2:50のYouTubeチャンネル『エガちゃんねる』の商業的成功により、タレントマネジメント、物販、音楽やイベント事業にまで手を広げており、藤野を始めとするスタッフ出演者（ブリーフ団）も一定の支持を集めるに至り、裏方でありながらCMやコラボ商品などに進出している。

## 役員
- 代表取締役：藤野義明
- 取締役：たかはC、安部裕之、野地努

## 制作番組

### 現在
テレビ朝日
- アメトーーク!
- ロンドンハーツ
- 帰れマンデー見っけ隊!!
- サンドウィッチマン&芦田愛菜の博士ちゃん

テレビ東京
- 乃木坂工事中

ウェブ配信
- 7.2 新しい別の窓（ABEMA）
- エガちゃんねる（YouTubeチャンネル）

### 過去
テレビ朝日
- そこの○○止まりなさい!
- さまぁ〜ず×さまぁ〜ず
- 夜の巷を徘徊する
- あいつ今何してる?

テレビ東京
- 欅って、書けない?

TBS
- 江頭2:50をTBSに呼び出してみた

ウェブ配信
- それいけ!エガちゃんマン（ゲオチャンネル）
- がんばれ!エガちゃんピン（BeeTV）
- ユースケ&ハマケンの会員制おもかげラヂオ（BeeTV）
- トゥルルさまぁ〜ず（BeeTV）
- トゥルさま☆（BeeTV）

## ばんぺいゆマネジメント
2020年10月に新規に立ち上げたマネジメント会社。『エガちゃんねる』を運営している縁で大川興業を退所したお笑いタレント・江頭2:50を受け入れた。
この経緯について藤野は、大川興業を辞めることになった江頭本人と大川興業から直接ばんぺいゆでの引き受けの打診があり、制作会社で引き受けるわけにもいかず別会社を立ち上げたものであるとし、一部で囁かれている「藤野が江頭を引き抜いた」説を2025年に全面否定している
。移籍後の江頭担当マネージャーも江頭本人の指名であったことを江頭とマネージャーが2021年に公表している。
のちにエガちゃんねる出演の「ブリーフ団」もタレントとして所属させている。

### 役員など
- 代表：藤野義明
- 江頭2:50のマネージャー：山田勇

### 所属タレント
- 江頭2:50
- ブリーフ団
  - L
  - M
  - S
  - D

## ばんぺいゆミュージック
音楽フェスティバル（EGA FES.）進出伴う楽曲の権利関係の処理のために新設された。『エガちゃんねる』に縁の深いミュージシャン西村晋弥が関与している。

### リリース楽曲
- ブリーフ団
  - ブリーフの風 〜SEA BRIEFS〜
  - 永遠のブー
- シュノーケル
  - ATAOKA300万人!
  - エガちゃんのバラッド
  - 愛のムチムチ